# Bronisław Zawadzki (dziennikarz)
Bronisław Zawadzki (ur. 1849, zm. 27 września 1905 w Warszawie) – polski pisarz, publicysta i dziennikarz. 

## Życiorys
Był bratem pisarza Władysława Zawadzkiego. Od roku 1871 pracował we lwowskiej „Gazecie Narodowej“, gdzie zamieszczał Listy Juniusa. 
W roku 1872 razem z R. Starklem założył tygodnik naukowy, literacki i artystyczny „Świt”. Od 1874 redagował „Ruch Literacki”, a od 1879 był redaktorem „Kuriera Warszawskiego“ prowadząc tam dział polityczny. 
Zmarł 27 września 1905 w Warszawie i został pochowany na cmentarzu Powązkowskim.